# When Flanders Failed
"When Flanders Failed" är avsnitt tre från säsong tre av Simpsons och sändes på Fox i USA den 3 oktober 1991. I avsnittet önskar Homer att det kommer att gå dåligt för Ned Flanders nya butik för vänsterhänta, men då det går dåligt för butiken får han skuldkänslor och räddar honom från att bli bankrutt. Bart börjar under tiden lära sig karate men tröttnar snabbt på det och besöker spelhallen under lektionerna istället. Avsnittet skrevs av Jon Vitti och regisserades av Jim Reardon. De hade problem med animeringen i avsnittet då studion i Korea lät nybörjare arbeta med avsnittet. Avsnittet har blivit hyllad för sina referenser till Livet är underbart. Titeln är en referens till "In Flanders Fields". Avsnittet var det mest sedda på Fox under veckan som det sändes.

## Handling
Ned Flanders bjuder in familjen Simpson till en grillfest där han tillkännager att han tänker öppna en butik för vänsterhänta, The Leftorium. Ned och Homer gör där en dragkamp om ett nyckelben, den som får mest ben för önska sig något. Homer vinner tävlingen och han önskar att det ska gå dåligt för Neds nya affär. Bart börjar lära sig karate men han tröttnar på det redan under hans första lektion och börjar besöka spelhallen istället. Homer besöker Ned och hans nya butik och får där reda på att det går dåligt för butiken och han blir glad över vad han ser. Bart fortsätter sina karatelektioner men istället för att träna karate fortsätter han besöka spelhallen. För att få mer pengar till hushållskassan börjar Ned sälja flera av hans familjs prylar, många av dem köper Homer. Bart börjar skryta för familjen vad han lärt sig på karaten, bland annat nämner han "Touch of Death" vilket var ett av spelen i hallen. Homer möter de kommande dagarna flera vänsterhänta som har problem med produkter som är anpassade för högerhänta men han vägrar berätta om butiken för dem. En skoldag blir Lisa blir mobbad på skolan och hon hotar mobbarna med sin bror då han kan karate. Bart försöker försvara sin syster inför mobbarna men förlorar kampen och Lisa förstår då vad Bart har gjort under lektionerna. Homer upptäcker att Neds butik kommer att gå i konkurs och han får då skuldkänslor över att han önskade att butiken gick i konkurs. Homer bestämmer sig för att rädda Ned efter att han upptäcker att Ned tvingas sälja sitt hus och flytta in till sin syster genom att börja sprida budskapet om butiken till vänsterhänta och sista dagen som Ned har öppet butiken har han fullt med kunder vilket gör att han har råd att behålla butiken och sitt hus.

## Produktion
Avsnittet skrevs av Jon Vitti och regisserades av Jim Reardon. De hade problem med animeringen i avsnittet då studion i Korea lät nybörjare arbeta med avsnittet. Enligt Mike Reiss hade avsnittet tusen fel då de fick animeringen som de fick fixa. Enligt Reardon var det minst ett fel i varje scen och för bli säkra på att få scenerna att bli korrekta fick de göra om dem i USA. Avsnittet sändes under säsong tre men producerades under säsong två. Replikera spelades in under våren 1991 och sändes under hösten för att man skulle ha mer tid att fixa felen i avsnittet. I avsnittet medverkar Akira för andra gången, denna gång gjordes hans röst av Hank Azaria. Här var han karatelärare, i förra avsnittet var han en servitör. I avsnittet kom det fram att Ned Flanders, Moe Szyslak och Montgomery Burns är vänsterhänta. George Meyer kom med idén om butiken för vänsterhänta och att det skulle dåligt för Neds butik. Han fick idén efter att hans vän öppnade en butik för vänsterhänta som det gick dåligt för.

## Kulturella referenser
Titeln är en referens till "In Flanders Fields". I avsnittet kollar Homer på Canadian Football League Draft där tre av spelarna är författarna Jay Kogen, Wallace Wolodarsky och John Swartzwelder. Karateskolan ligger granne med restaurangen Shakespeare's Fried Chicken som är en referens till Shakespeare. En bok som Akira ger till klassen är Krigskonsten av Sun Zi. Scenen då Homer ringer till invånare i Springfield för att be om hjälp för att få kunder till butiken är en referens till Livet är underbart. Richard Sakai är en av kunderna i butiken. I avsnittet berättar Lisa för Homer vad skadeglädje heter på tyska, schadenfreude.

## Mottagande
Avsnittet hamnade på plats 29 över mest sedda program under veckan med en Nielsen ratings på 13.9 vilket gav 12,8 miljoner hushåll och det mest sedda på Fox under veckan. Avsnittet användes under 2003 i en söndagsskola i Roanoke. De visade avsnittet för att ge barnen något annat att prata om är det traditionella som de gör. Kirk Baird på Las Vegas Sun har kallat avsnittet för de femte bästa i seriens historia och Central Michigan Life kallar avsnittet för en  omedelbar klassiker. Pete Oliva på North Texas Daily har sagt att avsnittet visar att det är möjligt att skratta och gråta samtidigt. Bill Gibron på DVD Verdict har sagt att även om avsnittet inte innehåller kändisar kan de få en bra komedi från de vanliga skådespelarna. Han anser att avsnittet är roligt att eftersom Ned är en hyper-vanlig kille och umgås med hans neandertalare-granne. Fokusen på att vara vänsterhänt i avsnittet är ovanligt för ett TV-program vilket inte är unikt för Simpsons då de inte är vanliga så ofta. Hock Guan Teh på DVD Town har hyllat manuset i avsnittet och anser att avsnittet är minnesvärt. Niel Harvey på The Roanoke Times kallar avsnittet för en klassiker. Avsnittets referens till Livet är underbart har hamnat på plats 26 över bästa filmreferenser i seriens historia hos Nathan Ditum på Total Film Nate Meyers på Digitally Obsessed har gett avsnittet betyget 3,5 av 5 och anser att avundsjukan i avsnittet är okej men inte i toppen av seriens humor. Delen med Bart var med från tiden då Bart var stjärnan i serien men är rolig. Hos DVD Movie Guide har Colin Jacobson har sagt att i avsnittet är Homer elak vilket gör honom rolig. Homer upplevs elak vilket han njuter av. Han anser att scenerna med Bart innehåller bra delat och gillar mest då han hotar göra Touch of Death på Lisa. Kimberly Potts på AOL har kallat avsnittet för de tionde bästa i seriens historia och anser att temat i avsnittet är skadeglädje. Från Winston-Salem Journal' har Tim Clodfelter kallat avsnittet för enastående.